# Приволье (Ивановская область)
Приволье — деревня в Фурмановском районе Ивановской области, входит в состав состав Иванковского сельского поселения.

## История
В 1981 году Указом Президиума Верховного Совета РСФСР посёлок дома отдыха «Игнатовское» № 2 переименован в Приволье.

## География
Приволье расположено в северной части Ивановской области

## Население
| 2010 |
| ---- |
| 24   |

## Инфраструктура
Действовал во времена СССР дом отдыха «Игнатовское» № 2

## Транспорт
Проходит дорога регионального значения 24Н-306.